# Ampleksus

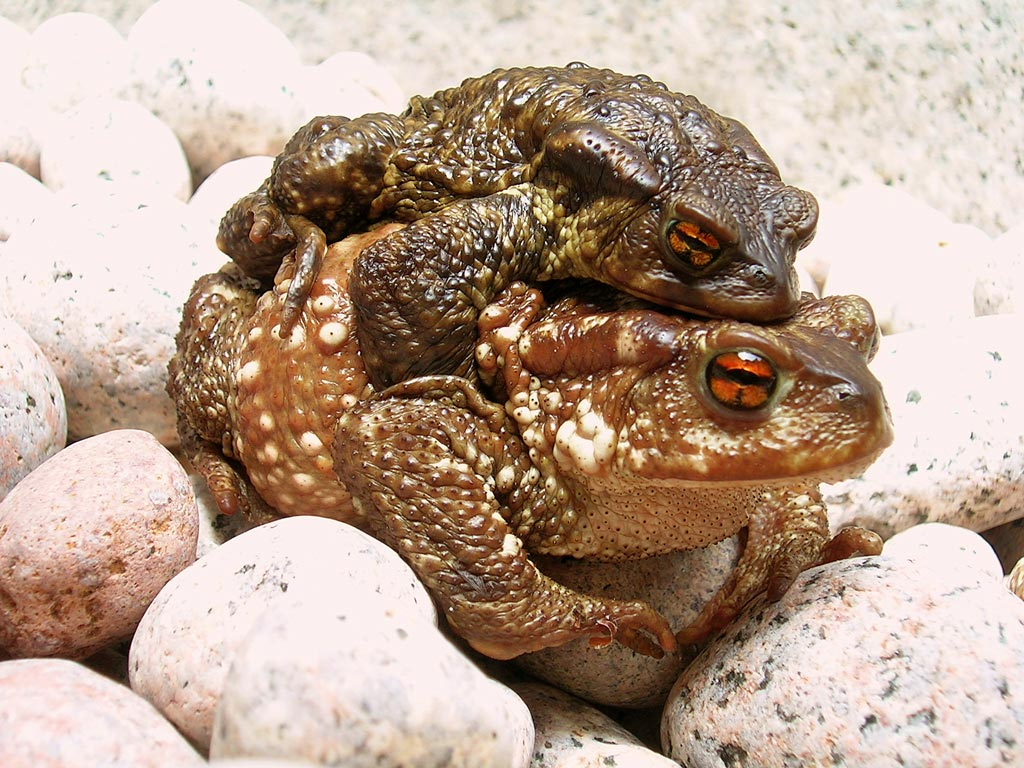
Ampleksus u ropuchy szarej

Ampleksus (łac. amplexus – „uścisk”) – odruch płciowy występujący u płazów bezogonowych. Jest to pozycja niezbędna do złożenia jaj przez samicę i wyrzucenia nasienia do wody przez samca. Ponadto występuje u niektórych płazów ogoniastych, np. u salamandry plamistej.
Ampleksus polega na tym, że samiec wchodzi na grzbiet samicy i chwyta ją mocno przednimi i tylnymi łapami. Ampleksus może być pachowy (samiec chwyta samicę pod przednimi łapami) lub pachwinowy (samiec chwyta samicę pod tylnymi nogami). Oryginalną formę ampleksusu obserwuje się u madagaskarskich żab z rodziny Mantellidae: samiec chwyta głowę samicy swoimi tylnymi nogami, co sprawia, że nasienie wydzielane jest na grzbiet samicy, po którym spływa na skrzek. Ampleksus nie tylko umożliwia skuteczne zapłodnienie jaj, gdyż wydzielanie plemników przez samca następuje w tym samym czasie i miejscu, co składanie jaj przez samicę, ale także u żab i ropuch mechaniczny uścisk jamy brzusznej przez samca ułatwia wydzielanie jaj do wody.

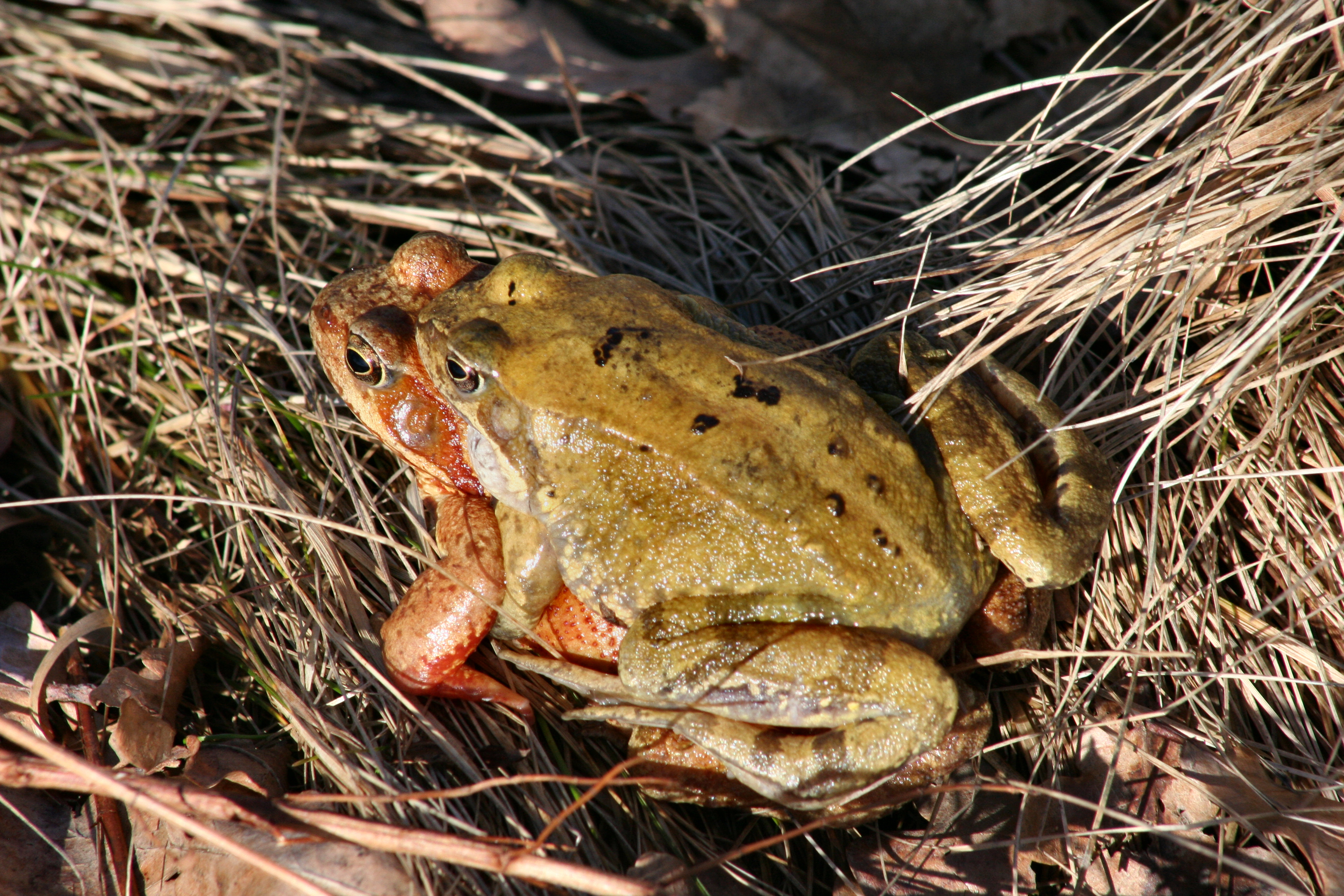
Ampleksus pachowy.

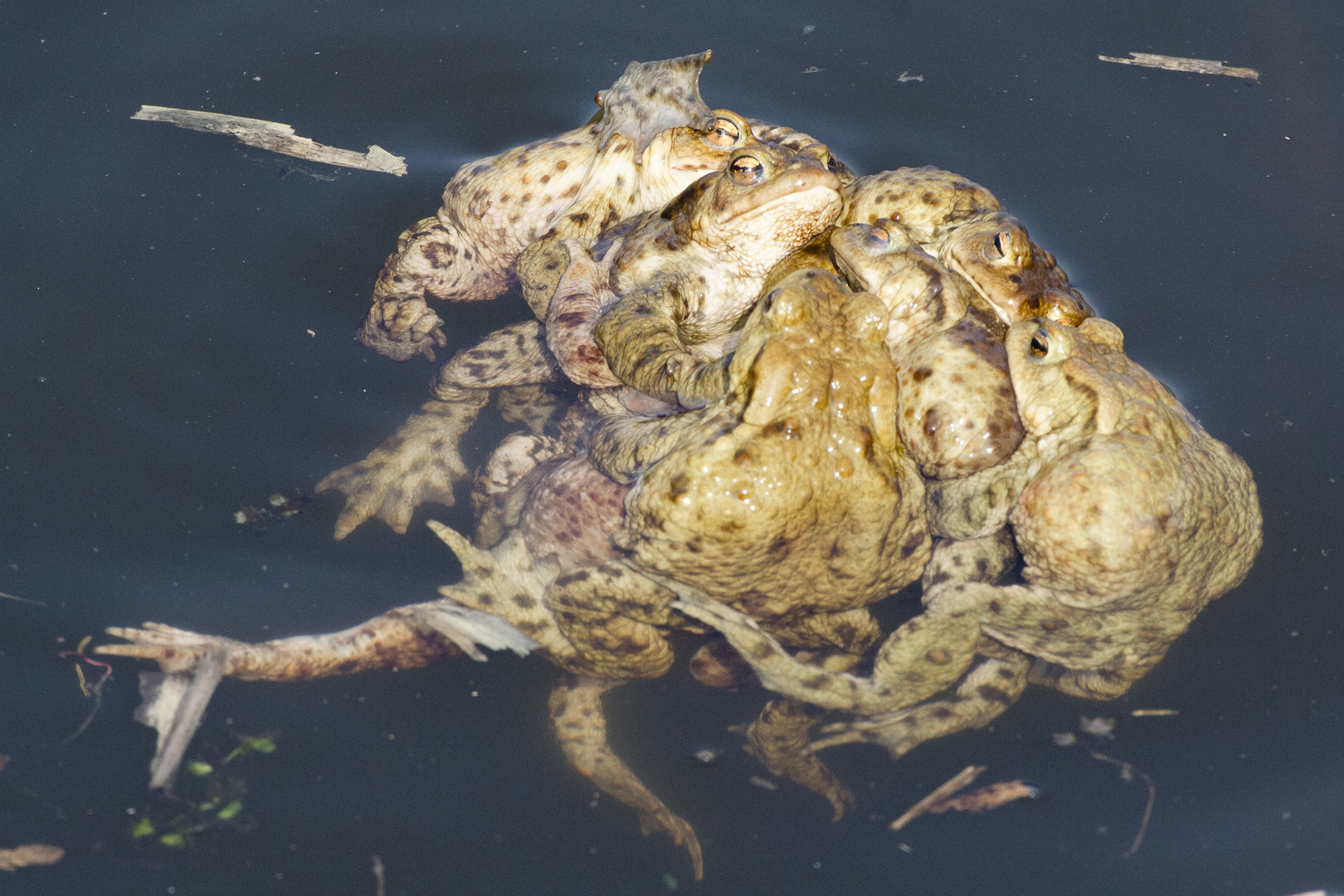
Ropucha szara, ampleksus zbiorowy.

Polskie gatunki płazów bezogonowych wchodzą w stan ampleksus już wczesną wiosną, czasem jeszcze w śniegu. Ampleksus jest czynnością długotrwałą, może czasem trwać kilka godzin. W tym czasie zazwyczaj inne samce próbują zrzucić samca znajdującego się na samicy. Ampleksus u różnych gatunków występuje w różnym okresie. U niektórych ma on miejsce już podczas wiosennych wędrówek w poszukiwaniu zbiornika wodnego do odbycia godów, u niektórych następuje dopiero w wodzie. Czasami spotyka się ampleksus zbiorowy, gdy do jednej samicy przyczepiają się dwa, lub więcej samców. Szczególnie często zdarza się to u żaby trawnej i ropuchy szarej. Często podczas takiego zbiorowego ampleksusu samica ginie.

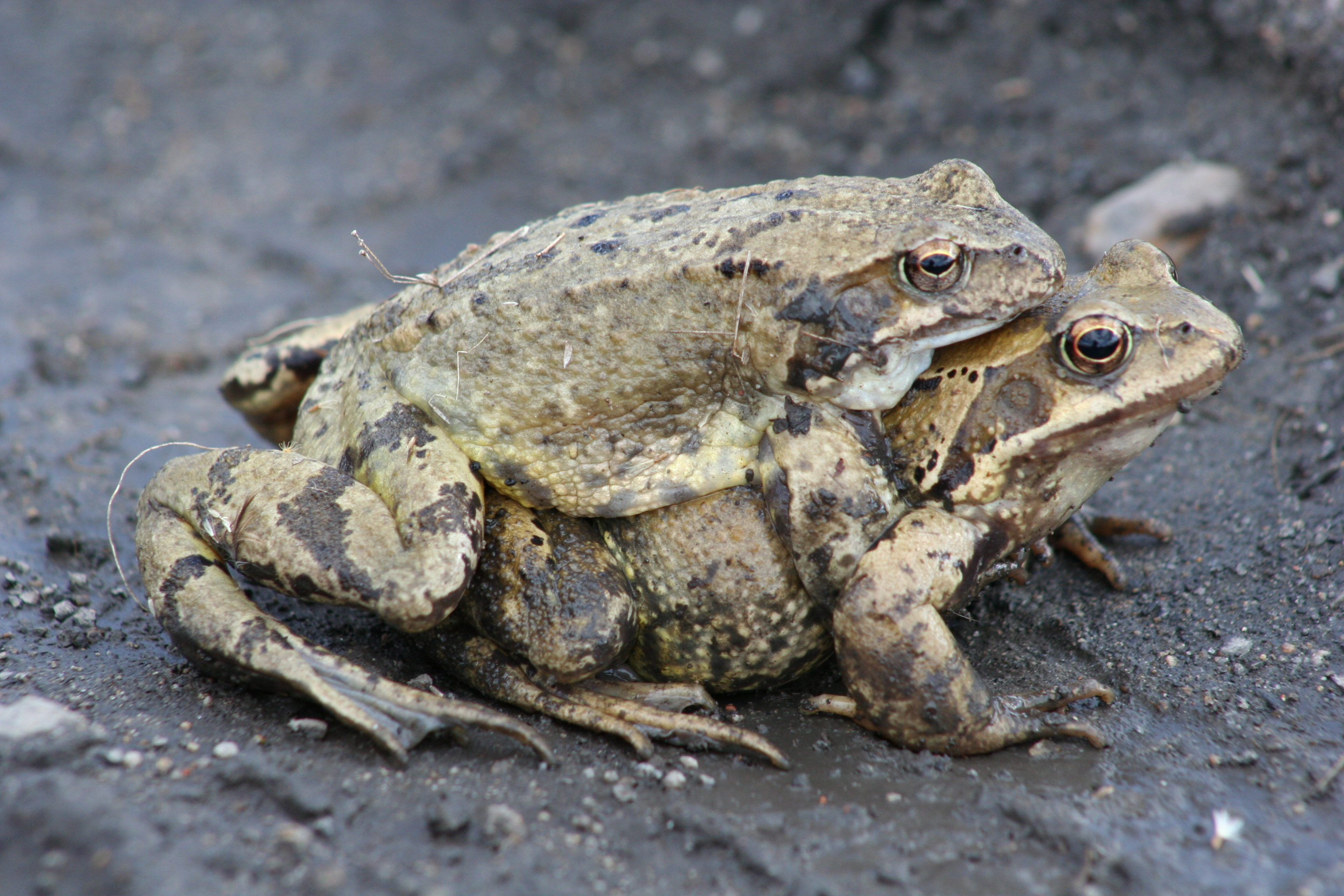
Ampleksus pachowy.

Godujący samiec reaguje głównie na ruch każdego przedmiotu, czy zwierzęcia znajdującego się w zasięgu jego zmysłów. Wówczas gwałtownym skokiem rzuca się na niego, obejmując go chwytem ampleksus. Ponieważ ampleksus jest odruchem bezwarunkowym, będącym reakcją na podrażnienie określonych powierzchni brzucha samca podczas godów, zdarza się czasami widzieć samce płazów bezogonowych będące w ampleksus nie tylko z samicami własnego gatunku, ale także innych gatunków, a nawet różnymi przedmiotami. Jeśli jest to samica innego gatunku, która składa jaja późno, ampleksus taki może trwać długo i doprowadzić do uszkodzenia przez twarde modzele samca powłok jej ciała, a nawet śmierci. Obserwowano samce znajdujące się przez długi czas w ampleksus z rybami, co prowadziło do śmierci ryby. Ryba nie ma żadnej możliwości uwolnienia się od ampleksusu. W stawach hodowlanych żaby i ropuchy mogą w związku z tym wyrządzić pewne szkody. Uchwyt ampleksus jest bardzo silny. Samiec in amplexu, uniesiony za tylną nogę, nie wypuszcza z uchwytu dużo od niego cięższej samicy.
Mimo że ampleksus jest odruchem bezwarunkowym, istnieje jakiś mechanizm kierujący nim. Np. godujący samiec nie przyczepia się do samicy, która już złożyła jaja. Bardzo rzadko też zdarza się, by samiec przyczepiał się do innych samców. Można również zaobserwować przypadki potrójnych ampleksusów.

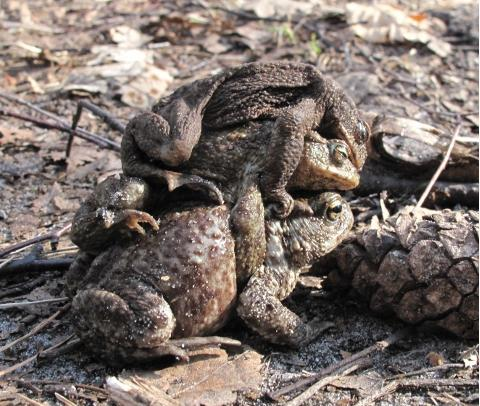
Uścisk godowy trzech ropuch.